# Amelie von Zweigbergk
Eva Amelie Margareta von Zweigbergk, född 29 maj 1966 i Malmö, är en svensk politiker som bland annat varit folkpartistisk statssekreterare 2006–2012.

## Biografi
von Zweigbergk är dotter till chefredaktören Jurgen von Zweigbergk. Hon var pressekreterare åt Bengt Westerberg på Socialdepartementet 1991–1994. Hon var sedan projektledare för "Orange kuvertet" på Riksförsäkringsverket 1998–2001, för EU 2004-kommittén 2001–2002 och för "Ohälsokampanjen" med mera på Försäkringskassan 2003–2006. Efter den borgerliga segern i riksdagsvalet 2006 utnämndes von Zweigbergk till politiskt sakkunnig och stabschef på Utbildningsdepartementet. Från den 1 november 2007 var hon statssekreterare på Utbildningsdepartementet med ansvar för studiefinansiering, vuxenutbildning och folkbildning och från 2 februari 2010 var hon statssekreterare på Statsrådsberedningen hos EU-minister Birgitta Ohlsson. 
Mellan den 5 oktober 2010 och den tredje maj år 2012 var hon återigen statssekreterare i Utbildningsdepartementet hos jämställdhets- och biträdande utbildningsminister Nyamko Sabuni med ansvar för studiefinansiering, vuxenutbildning, yrkesutbildningar samt vissa frågor om ungdomar, integration och jämställdhet. 
Amelie von Zweigbergk är halvsyster till journalisterna Helena och Charlotta von Zweigbergk. Hon är sambo med socialdemokraten Irene Wennemo.